# بوابة الحلواني (مسلسل)
بوابة الحلواني مسلسل تاريخي مصري من أربعة أجزاء، يعالج مرحلة حكم الخديوي إسماعيل لمصر. يستعرض المسلسل -الذي يتشكل من عدة أجزاء بعضا من تاريخ مصر، من خلال مسار أسرة بقرية الفرما، التي صارت مدينة بور سعيد بعد حفر قناة السويس. محاولا تسليط الضوء على نواح من الحياة الاجتماعية والسياسية والاقتصادية للحقبة الزمنية. ينقل مسلسل «بوابة الحلواني» صورة شبيهة بالواقع ليوميات المجتمع المصري خلال بدايات القرن، بما في ذلك تداخل الطموحات السياسية والاقتصادية للأفراد، وكذا الصراعات القائمة من أجل إقصاء الآخر والاستفراد بالهيبة والسلطة.
كتبه محفوظ عبد الرحمن وأخرجه إبراهيم الصحن وقد شارك فيه الممثل محمد وفيق بدور الخديوي،  وأحمد راتب بدور سلامة الحلواني،  وشيرين وجدي بدور ألمظ وعلي الحجار بدور عبده الحامولي. كما مثل فيه نجوم كثيرة حسن كامي وسميرة عبد العزيز وسمية الألفي وحسن حسني وأحمد راتب

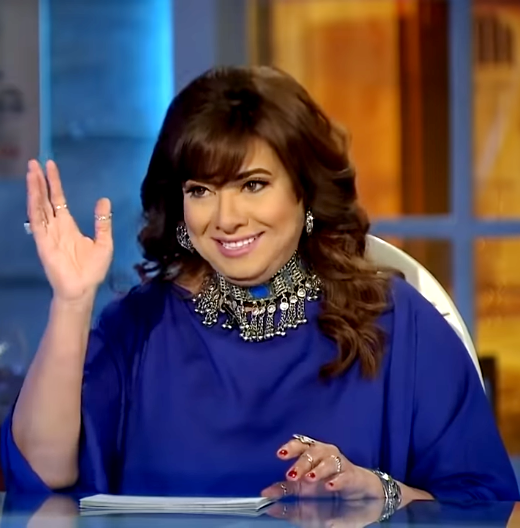
نشوى مصطفى في دور حفصة

## تفاصيل الأجزاء

### الجزء الأول
استعرض الجزء الأول منذ عام 1859 م تقريبا وبداية أجرائات حفر قناة السويس وأواخر حكم الوالي سعيد باشا وبداية حكم الخديوي إسماعيل كما أستعرض الجزء قصة عائلة الحلواني ومشوار عبده الحامولي وألمظ قبل أحترافهم للغناء وانتهى الجزء بافتتاح قناة السويس عام 1869 م

### الجزء الثاني
أستعرض الجزء الثاني انطلاق عبده الحامولي وألمظ وما حدث لعائلة الحلواني وتركهم لبورسعيد (الفارما سابقا) وسكنهم القاهرة بالإضافة لظهور شخصيات جديدة قريبة لعائلة الحلواني وللخديوي أسماعيل بالأضافة إلي بعض الرموز الوطنية مثل علي مبارك ورفاعة الطهطاوي ومحمود سامي البارودي وأحمد عرابي

### الجزء الثالث
استعرض الجزء الثالث تكملة سريعة للجزء الثاني مع أستمرار نفس الشخصيات والممثلين بالإضافة الي بعض حالات الحالات الزواج والطلاق وعلى المستوى السياسي التعرض لما حدثت له مصر والخديوي إسماعيل منذ عام 1869 وحتى عام 1876

### الجزء الرابع
أستعرض الجزء الرابع سيرة عائلة الحلواني ووفاة ألمظ كما إستعرض أواخر عصر الخديوي إسماعيل وانتهاء بعزله عن الحكم

## بطولة
| الشخصية             | الممثل                         | الجزء      | معلومات                     |
| ------------------- | ------------------------------ | ---------- | --------------------------- |
| عبده الحامولي       | علي الحجار                     | 1، 2، 3، 4 | المطرب                      |
| ألمظ                | شيرين وجدي                     | 1، 2، 3، 4 | المطربة                     |
| شلش الحلواني        | عبد الله غيث                   | 1          | الحلواني الكبير             |
| أم أصيلة            | سميرة عبد العزيز               | 1، 2، 3، 4 | زوجة الحلواني الكبير        |
| سلامة الحلواني      | أحمد راتب                      | 1، 2، 3، 4 | عائلة الحلواني              |
| كوكب                | سناء يونس                      | 1          | عائلة الحلواني              |
| حفصة                | نشوى مصطفى                     | 1، 2، 3، 4 | عائلة الحلواني              |
| حمزة الحلواني       | خالد النبوي                    | 1، 2، 3، 4 | أخو شلش الحلواني            |
| مختار الكاشف        | صلاح قابيل                     | 1          | أل الكاشف                   |
| إفتخار بشتك         | ليلى طاهر                      | 1          | أل الكاشف                   |
| شريف الكاشف         | حسن حسني                       | 1، 2، 3، 4 | أل الكاشف                   |
| وداد بشتك           | ميمي جمال                      | 1، 2، 3، 4 | ألف الكاشف                  |
| المعلم شعبان        | عبد الله فرغلي                 | 1، 2، 3    | أل المعلم شعبان             |
| سنية شعبان          | سعاد نصر                       | 1          | زوجة عبده الحامولي الأولي   |
| الخديو إسماعيل      | محمد وفيق                      | 1، 2، 3، 4 | خديوي مصر                   |
| فرديناند دي لسبس    | حسن كامي                       | 1، 2، 3، 4 | مسئول شركة الحفر            |
| الأميرة أشرقت       | سمية الألفي                    | 1، 2، 3، 4 | صديقة الخديو                |
| إسماعيل باشا المفتش | أسامة عباس                     | 1، 2، 3، 4 | رجال الدولة                 |
| محمد أفندي الماسي   | محمد كامل خليل مرسي            | 1، 2، 3 4  | ظباط الجيش                  |
| شاهين بك            | سامي طموم أحمد عبد الحليم      | 1، 2، 3 4  | مسئول الحربية               |
| ربيع بهنسي          | نجاح الموجي                    | 1، 2، 3    | رجال الفارما                |
| سيد القرد           | محمود التوني                   | 1، 2، 3، 4 | رجال الفارما                |
| أمين أفندي          | إبراهيم الحجار                 | 1          | مدرس الموسيقى والغناء لألمظ |
| راضية               | أمل إبراهيم                    | 1          | خادمة ساكنة بك              |
| جولسون هانم         | إيناس مكي                      | 1          | صديقة أشرقت                 |
| حسان                | فاروق يوسف                     | 1، 2، 3، 4 | الرعية                      |
| ندى                 | هند عاكف                       | 1          | خادمة وداد                  |
| ساكنة بك            | سهير المرشدي                   | 1          | المطربة                     |
| أحمد الخازندار      | عزت العلايلي حسن عبد الحميد    | 2، 3 4     | اميرلاي الجيش ومسئول بالقصر |
| رمز خاتون           | زيزي البدراوي                  | 2، 3       | مطلقة أحمد الخازندار        |
| نيازي بشتك          | حسن مصطفى                      | 2، 3، 4    | أل الكاشف                   |
| نوبار باشا          | جورج سيدهم رؤوف مصطفى          | 2، 3 4     | رئيس الوزراء                |
| هوشيار قادين        | ليلى فوزي                      | 2، 3، 4    | الوالدة باشا                |
| رفاعة الطهطاوي      | حمدي غيث                       | 2، 3       | الكاتب الشهير               |
| غرام خاتون          | إيمان الطوخي                   | 2، 3       | قريبة رمز خاتون             |
| عطية الحلواني       | نبيل الدسوقي                   | 2، 3       | رجال الفرما                 |
| كامل الحلواني       | حسن حسين                       | 2، 3       | رجال الفرما                 |
| شحاته النحيف        | محمد التاجي                    | 2، 3، 4    | رجال الفرما                 |
| علي الحلواني        | محمود البزاوي محمد محمود       | 2، 3 4     | رجال الفرما                 |
| خيري بك             | أحمد خليل عادل المهيلمي        | 2، 3 4     | رجال الدولة                 |
| نامق بك             | أنور رستم                      | 2، 3، 4    | رجال الدولة                 |
| كمال بك             | إسلام فارس                     | 2، 3       | رجال الدولة                 |
| عبد الله البكري     | رشدي المهدي                    | 2، 3، 4    | الطبيب                      |
| الأمير أمان         | كمال الزيني                    | 2، 3       | رجال الدولة                 |
| نشأت                | عادل برهام                     | 2، 3، 4    | رجال الدولة                 |
| مصطفى رياض باشا     | جلال عبد القادر                | 2، 3       | رجال الدولة                 |
| علي باشا مبارك      | عادل هاشم                      | 2، 3، 4    | رجال التنوير والعرابيون     |
| أحمد عرابي          | رياض الخولي                    | 2، 3       | رجال التنوير والعرابيون     |
| يعقوب صنوع          | لطفي لبيب                      | 2، 3       | رجال التنوير والعرابيون     |
| محمود سامي البارودي | هاني رمزي                      | 2، 3       | رجال التنوير والعرابيون     |
| عزت السواري         | هشام عبد الله                  | 2، 3، 4    | رجال التنوير والعرابيون     |
| ]إسماعيل صبري       | محمد الشقنقيري                 | 2، 3       | رجال التنوير والعرابيون     |
| الأميرة عين الحياة  | منال سلامة                     | 2، 3       | الأسرة المالكة              |
| الأمير توفيق        | ياسر جلال أحمد شاكر عبد اللطيف | 2، 3 4     | الأسرة المالكة              |
| الأمير حسين كامل    | رامز جلال عادل الكومي          | 2، 3 4     | الأسرة المالكة              |
| الأميرة فاطمة       | رشا ماضي داليا إبراهيم         | 2، 3 4     | الأسرة المالكة              |
| عدلات               | نادية فهمي                     | 2، 3، 4    | الرعية                      |
| محمود               | علاء مرسي مجدي فكري            | 2، 3 4     | زوجة عدلات                  |
| ليندا               | عفاف رشاد                      | 2، 3       | ممرضة الطبيب                |
| حنتوس               | ماهر سليم                      | 2، 3، 4    | من رجال إسماعيل المفتش      |
| صفية                | نادية رشاد                     | 4          | زوجة أحمد الخازندار         |
| عايد بك زمزم        | يسري مصطفى                     | 4          | صديق لأشرقت                 |
| مبدى إمام           | توفيق عبد الحميد               | 4          | صديق للخازندار              |
| جمال الدين الأفغاني | مفيد عاشور                     | 4          | المفكر الإسلامي الكبير      |
| ممدوحة              | منال عبد اللطيف                | 4          | بنت عايد بك زمزم            |
| طبيب                | محمد عبد المعطى                | 4          |                             |
| مسرات               | نهى إسماعيل                    | 4          | زوجة سلامة الحلواني         |
|                     | أحمد سامي عبد الله             | 4          | خادم بيت الحلواني           |
| رتيبة هانم          | عصمت محمود                     | 4          |                             |
| محمد عبيد أفندي     | محمود مسعود                    | 4          | صديق لعزت السواري           |
| مصطفى فهمي باشا     | أيمن عزب                       | 4          | محافظ العاصمة               |
| وديعة               | لقاء سويدان                    | 4          | بنت المقدس باخوم            |
| ليل                 | عبد الحميد المنير              | 4          | أحد الجناة                  |
| المقدس باخوم        | رضا الجمال                     | 4          | تاجر                        |
| إسحاق بك            | أحمد فؤاد سليم                 | 4          | من رجال الدولة              |
| عفيفي دسوقي         | محمد فريد                      | 4          | ملحن                        |
| فطين                | عبد الرحيم التنير              | 4          | خادم إسماعيل المفتش         |
| نعمات               | سميرة محسن                     | 4          | والدة مسرات وممدوحة         |
| الأمير طوسون        | جمال يوسف                      | 4          | الأسرة المالكة              |
| خربوش               | خالد صالح                      | 4          | ضيف شرف                     |

### بالأشتراك مع
الجزء الأول
- رجال الدولة : - فاروق قمر الدولة
- رجال الفارما : - محمد ناجي:رفاعة - عهدي صادق:كامل
- بالاشتراك مع: احمد صادق:معروف - عبد الوهاب الحديدي - فاطمة شوشة - جمال الفيشاوي - عبد الرحمن حامد - سيد القاضي - أحمد عمار - فاروق رمضان - وهيب درويش - مصطفى الكواوي - أمين عنتر - حامد عبد الونيس - احمد بهلول- جورج رزق الله - أبو السعود عطية - محمود جليفون - الهام زايد - حمدي السخاوي - سيد عبد الباسط - عبد المنعم مشاوير - صفوت صبحي - حمدي سالم - أسامة عرفة - محمد الدقن - فايزة أبو حطب - نبوية السيد
- الأطفال: بسمة

الجزء الثاني
- بالاشتراك مع: عبد الوهاب خليل:عويس - أمنية رشدي المهدي:صفصف - أحلام الجريتلي - نادية شمس الدين - فلك نور:قسمت خادمة أشرقت- أحمد صادق:معروف - حمدي أبو العلا - ليلى جمال:شفاعات خادمة الوالدة باشا - أحمد عمار - مديحة أنور - مصطفى هاشم - صبحي خليل:سالم - حلمي عبد الوهاب - عبد الرحمن حامد - مجدي سعيد - جلال عثمان
- الأطفال: جهاد

الجزء الثالث
- بالاشتراك مع: عبد الوهاب خليل:عويس - أمنية رشدي المهدي:صفصف - أحلام الجريتلي - نادية شمس الدين - فلك نور:قسمت خادمة أشرقت - أحمد صادق:معروف - حمدي أبو العلا - ليلى جمال:شفاعات خادمة الوالدة باشا - أحمد عمار - مديحة أنور - مصطفى هاشم - صبحي خليل:سالم - حلمي عبد الوهاب - عبد الرحمن حامد - مجدي سعيد - جلال عثمان
- الأطفال: جهاد

الجزء الرابع
- بالاشتراك مع: فلك نور:قسمت خادمة أشرقت - أحمد صادق - فاروق قمر الدولة - عبد الوهاب خليل:عويس - حمدي أبو العلا - رضا أدريس:نوح - شريف عواد:الأمير حسن إسماعيل - منير مكرم:حسن العطار - منال زكي - ليلى مراد - أن توماس - رشا سليمان - فريد النقراشي:خادم عابد - طارق كمال - محمد عبد الحليم - هانم محمد - نهير أمين - هلال فهمي - عبد الواحد العشري - شوكت عابدين - أحمد عفيفي - حمادة لطفي - مروة إبراهيم - أشرف علي - أحمد بيومي
- الأطفال:كريم محمد - حسن لطفي

## فريق العمل
| - مؤلف:محفوظ عبد الرحمن - مخرج:إبراهيم الصحن (مخرج ) محمد حلمي (مساعد مخرج أول) - أشعار:سيد حجاب - ملحن:بليغ حمدي - ديكور: عرفة زكي | - اكسسوار: المغربي دسوقي - ازياء :نادية سوسف - ماكياج حسن طه - كوافير :سيد كانيش - مدير الإنتاج: |

## وصلات خارجية
| - الجزء الأول 1992 على موقع السينما - الجزء الثاني 1994 على موقع السينما - الجزء الثالث 1997 على موقع السينما - الجزء الرابع 2001 على موقع السينما | - بوابة الحلواني جـ1 على اليوتيوب - بوابة الحلواني جـ2 على اليوتيوب - بوابة الحلواني جـ3 على اليوتيوب - بوابة الحلواني جـ4 على اليوتيوب |

- بوابة الحلواني على موقع قاعدة بيانات الأفلام العربية
- بوابة الحلواني على موقع قاعدة بيانات الأفلام العربية
- بوابة الحلواني على موقع قاعدة بيانات الأفلام العربية